# Andrea Piccinelli
Pour les articles homonymes, voir Brescianino.
Andrea Piccinelli dit Andrea del Brescianino ou encore Il Brescianino (Brescia, v.1485 - Sienne, ap. 1525) est un peintre italien  du XVIe siècle qui a été actif surtout à Sienne.

## Biographie
Andrea Piccinelli, né à Brescia, se rendit à Sienne avec son père et son frère Raffaello (actif  de 1506 à 1545), tous deux peintres. Sa présence à Sienne est documentée de 1506 à 1524, et à Florence en 1525.
Il a peint de nombreuses Madone et Sainte Famille et son style emprunte à ceux de Girolamo del Pacchia, de Le Sodoma, du Pérugin et de Pinturicchio.
Ses œuvres sont présentes dans de nombreux musées italiens et étrangers : Museo d’Arte Sacra della Valdarbia (Buonconvento), Collection Chigi Saracini (Sienne), Villa Borghese, Musées de Palazzo Farnese (Plaisance), Museo Diocesano de Plaisance et National Gallery (Londres).

## Œuvres
- Madonna con Bambino in trono tra san Francesco d'Assisi, sant'Antonio Abate e donatore, musée d'art sacré, Certaldo[1].
- Portrait de jeune homme, vers 1515, huile sur panneau, 63 x 52 cm, musée Fabre, Montpellier[2].
- Vierge à l'Enfant et  saint Jean-Baptiste enfant, huile sur panneau de 96,5 cm × 74,7 cm
- Vierge à l'Enfant et  saint Jean-Baptiste enfant (1524), huile sur panneau de 50,5 cm × 41,2 cm
- Vierge à l'Enfant et  saint Jean-Baptiste enfant, Art Association Gallery, Atlanta[1].
- Vierge à l'Enfant avec saint Jean et saint Pierre martyr, huile sur panneau,
- Jésus-Christ portant la Croix, huile sur panneau de 56 cm × 35,50 cm,
- Vierge à l'Enfant dans un paysage avec saint Jean-Baptiste enfant, huile sur toile de 109,5 cm × 89,4 cm,
- Vierge à l'Enfant avec  saint Jean-Baptiste enfant  et deux anges, Palazzo Arcivescovile, Palerme.
- Le Baptême de Jésus-Christ, Museo dell'Opera Metropolitana del Duomo, Sienne
- Le Couronnement de la Vierge, église Saints-Pierre-et-Paul, Sienne.
- Vénus, Cupidon et un putto, huile sur panneau de 68 cm × 149 cm,
- Le petit Tabernacle, Collection Chigi Saracini, Sienne[3]
- Sainte Marie-Madeleine, huile sur panneau de 77,5 cm × 63 cm, Monte dei Paschi di Siena, Sienne.
- Ange de l'Annonciation, Lindenau-Museum, Altenburg[1]
- Sainte Famille avec un ange, The Walters Art Museum, Baltimore[1].
- Madonna del latte tra san Giovanni Battista e san Girolamo, Galleria del Colleoni, Bergame[1].
- Portrait de jeune femme[4], pierre noire, estompe et sanguine, rehauts de craie blanche, repassé au stylo et frotté au verso à la pierre noire, H. 0,294 ; L. 0,240 m. Beaux-Arts de Paris. Etude préparatoire au Portrait de jeune fille, dont il existe deux répliques, l'une conservée au musée Fesch à Ajaccio et l'autre figurant dans le catalogue de vente Heseltine comme Salaino en 1909[5].